# Wahlkreis Glasgow Pollok (Schottisches Parlament)
| Glasgow Pollok           |
| ------------------------ |
| Glasgow Pollok · Glasgow |
| Gebildet                 |
| 1999                     |
| Abgeordneter             |
| Humza Yousaf (SNP)       |
| Regionen                 |
| Glasgow                  |

Glasgow Pollok ist ein Wahlkreis für das Schottische Parlament. Er wurde 1999 als einer von zehn Wahlkreisen der Wahlregion Glasgow eingeführt, die im Zuge der Revision der Wahlkreise im Jahre 2011 neu zugeschnitten wurde und nur noch neun Wahlkreise umfasst. Hierbei wurden auch die Grenzen des Wahlkreises Glasgow Pollok neu gezogen. Der Wahlkreis umfasst die westlichen Glasgower Stadtbezirke, unter anderem Cardonald, Mosspark, Penilee, Pollok und South Nitshill. Es wird ein Abgeordneter entsandt.
Der Wahlkreis erstreckt sich über eine Fläche von 25,5 km2. Im Jahre 2020 lebten 81.863 Personen innerhalb seiner Grenzen.

## Wahlergebnisse

### Parlamentswahl 1999
| Ergebnisse der Parlamentswahl 1999 | Ergebnisse der Parlamentswahl 1999 | Ergebnisse der Parlamentswahl 1999 | Ergebnisse der Parlamentswahl 1999 |
| Partei                             | Kandidat                           | Stimmen                            | %                                  |
| ---------------------------------- | ---------------------------------- | ---------------------------------- | ---------------------------------- |
| Labour                             | Johann Lamont                      | 11.405                             | 43,7                               |
| SNP                                | Kenneth Gibson                     | 6763                               | 25,9                               |
| Socialist                          | Tommy Sheridan                     | 5611                               | 21,5                               |
| Conservative                       | Rory O’Brien                       | 1370                               | 5,3                                |
| Liberal Democrats                  | James King                         | 931                                | 3,6                                |
| Wahlbeteiligung: 36.080 (52,75 %)  |                                    |                                    |                                    |

### Parlamentswahl 2003
| Ergebnisse der Parlamentswahl 2003 | Ergebnisse der Parlamentswahl 2003 | Ergebnisse der Parlamentswahl 2003 | Ergebnisse der Parlamentswahl 2003 | Ergebnisse der Parlamentswahl 2003 |
| Partei                             | Kandidat                           | Stimmen                            | %                                  | ±                                  |
| ---------------------------------- | ---------------------------------- | ---------------------------------- | ---------------------------------- | ---------------------------------- |
| Labour                             | Johann Lamont                      | 9357                               | 43,4                               | −0,3                               |
| Socialist                          | Tommy Sheridan                     | 6016                               | 27,9                               | +6,4                               |
| SNP                                | Kenneth Gibson                     | 4118                               | 19,1                               | −6,8                               |
| Conservative                       | Ashraf Anjum                       | 1012                               | 4,7                                | −0,6                               |
| Liberal Democrats                  | Isabel Nelson                      | 962                                | 4,5                                | +0,9                               |
| Parent Excluded                    | Robert Ray                         | 73                                 | 0,3                                | +0,3                               |
| Wahlbeteiligung: 21.538 (45,69 %)  |                                    |                                    |                                    |                                    |

### Parlamentswahl 2007
| Ergebnisse der Parlamentswahl 2007 | Ergebnisse der Parlamentswahl 2007 | Ergebnisse der Parlamentswahl 2007 | Ergebnisse der Parlamentswahl 2007 | Ergebnisse der Parlamentswahl 2007 |
| Partei                             | Kandidat                           | Stimmen                            | %                                  | ±                                  |
| ---------------------------------- | ---------------------------------- | ---------------------------------- | ---------------------------------- | ---------------------------------- |
| Labour                             | Johann Lamont                      | 10.456                             | 53,9                               | +10,5                              |
| SNP                                | Christopher Stephens               | 6063                               | 31,2                               | +12,1                              |
| Conservative                       | Gerald Michaluk                    | 1460                               | 7,5                                | +2,8                               |
| Liberal Democrats                  | Christine Gilmour                  | 1437                               | 7,4                                | +2,9                               |
| Wahlbeteiligung: 19.416 (41,15 %)  |                                    |                                    |                                    |                                    |

### Parlamentswahl 2011
| Ergebnisse der Parlamentswahl 2011 | Ergebnisse der Parlamentswahl 2011 | Ergebnisse der Parlamentswahl 2011 | Ergebnisse der Parlamentswahl 2011 | Ergebnisse der Parlamentswahl 2011 |
| Partei                             | Kandidat                           | Stimmen                            | %                                  | ±                                  |
| ---------------------------------- | ---------------------------------- | ---------------------------------- | ---------------------------------- | ---------------------------------- |
| Labour                             | Johann Lamont                      | 10.875                             | 47,5                               | −6,4                               |
| SNP                                | Christopher Stephens               | 10.252                             | 44,7                               | +13,5                              |
| Conservative                       | Andrew Morrison                    | 1298                               | 5,7                                | −1,8                               |
| Liberal Democrats                  | Isabel Nelson                      | 490                                | 2,1                                | −5,3                               |
| Wahlbeteiligung: 22.915 (39,22 %)  |                                    |                                    |                                    |                                    |

### Parlamentswahl 2016
| Ergebnisse der Parlamentswahl 2016 | Ergebnisse der Parlamentswahl 2016 | Ergebnisse der Parlamentswahl 2016 | Ergebnisse der Parlamentswahl 2016 | Ergebnisse der Parlamentswahl 2016 |
| Partei                             | Kandidat                           | Stimmen                            | %                                  | ±                                  |
| ---------------------------------- | ---------------------------------- | ---------------------------------- | ---------------------------------- | ---------------------------------- |
| SNP                                | Humza Yousaf                       | 15.316                             | 54,8                               | +10,1                              |
| Labour                             | Johann Lamont                      | 8.834                              | 31,6                               | −15,8                              |
| Conservative                       | Thomas Haddow                      | 2.653                              | 9,5                                | +3,8                               |
| Liberal Democrats                  | Isabel Nelson                      | 585                                | 2,1                                | ±0,0                               |
| TUSC                               | Ian Leech                          | 555                                | 2,0                                | +2,0                               |
| Wahlbeteiligung: 27.943 (45,78 %)  |                                    |                                    |                                    |                                    |

### Parlamentswahl 2021
| Ergebnisse der Parlamentswahl 2021 | Ergebnisse der Parlamentswahl 2021 | Ergebnisse der Parlamentswahl 2021 | Ergebnisse der Parlamentswahl 2021 | Ergebnisse der Parlamentswahl 2021 |
| Partei                             | Kandidat                           | Stimmen                            | %                                  | ±                                  |
| ---------------------------------- | ---------------------------------- | ---------------------------------- | ---------------------------------- | ---------------------------------- |
| SNP                                | Stephanie Callaghan                | 18.163                             | 53,7                               | −1,1                               |
| Labour                             | Zubir Ahmed                        | 11.058                             | 32,7                               | +1,1                               |
| Conservative                       | Sandesh Gulhane                    | 1.849                              | 5,5                                | −4,0                               |
| Green                              | Nadia Kanyange                     | 1.651                              | 4,9                                | +4,9                               |
| Liberal Democrats                  | James Speirs                       | 522                                | 1,5                                | −0,6                               |
| UKIP                               | Daryl Gardner                      | 185                                | 0,5                                | +0,5                               |
| Libertarian                        | Alan Findlay                       | 157                                | 0,5                                | +0,5                               |
| Reclaim                            | Leo Kearse                         | 114                                | 0,3                                | +0,3                               |
| Parteilos                          | Joseph Finnie                      | 94                                 | 0,3                                | +0,3                               |
| Wahlbeteiligung: 54 %              |                                    |                                    |                                    |                                    |